# تحصیل دسکه
تحصیل دسکه (به انگلیسی: Daska Tehsil) یک تحصیل در پاکستان است که در پنجاب واقع شده‌است.